# 스타걸
《스타걸》(영어: Stargirl)은 2020년 5월부터 2022년 12월까지 방영된 미국의 슈퍼히어로 드라마로 DC 코믹스의 동명의 슈퍼히어로 캐릭터를 주인공으로 한다. 스트리밍 서비스 DC 유니버스와 CW 채널에서 방영했다. 제프 존스와 리 모더가 제작하며, 브렉 배신저가 주인공인 코트니 휘트모어, 일명 스타걸을 맡았다.

## 출연

### 주역
- 브렉 배신저 - 코트니 휘트모어 / 스타걸
- 앤젤리카 워싱턴
- 이벳 몬레알
- 크리스토퍼 제임스 베이커
- 조이 오스만스키 - 폴라 브룩스 / 타이그리스
- 닐 홉킨스 - 로런스 "크러셔" 크록 / 스포츠마스터
- 캐머런 겔먼
- 에이미 스마트 - 바버라 휘트모어
- 닐 잭슨
- 헌터 샌손
- 트레이 로마노 - 마이크 듀건

### 조역
- 조엘 맥헤일 - 실베스터 펨버턴 / 스타맨
- 루 퍼리그노 주니어 - 렉스 타일러 / 아워맨
- 브라이언 스태프 - 테드 그랜트 / 와일드캣
- 헨리 토머스 - 찰스 맥나이더 / 닥터 미드나이트
- 루크 윌슨 - 팻 듀건 / 스트라이프
- 제이크 오스틴 워커
- 멕 딜레이시 - 신디 버먼
- 히나 칸

## 에피소드
| 회차 | 제목             | 감독      | 각본      | 방송날짜 |
| ---- | ---------------- | --------- | --------- | -------- |
| 1    | "파일럿" "Pilot" | 글렌 윈터 | 제프 존스 | 2020년   |